# Perry Anderson
Pour les articles homonymes, voir Anderson.
Perry Anderson, né le 11 septembre 1938 à Londres, est un intellectuel et historien britannique. Il a été rédacteur en chef de la New Left Review de 1962 à 1982 puis de 2000 à 2003. Il est professeur d'histoire et de sociologie à l'université de Californie à Los Angeles.
Il est le frère cadet de l'historien Benedict Anderson.

## Biographie et carrière

### Premières années
Perry Anderson est né à Londres mais il passa ses premières années en Chine où son père, James O'Gorman Anderson, travaille pour le service des douanes (son frère, Benedict Anderson, est d'ailleurs né en Chine). Au cours d'un séjour en Californie en 1941, la famille reste aux États-Unis après l'attaque de Pearl Harbor et l'invasion japonaise de Shanghai. Ses premières années d'école se sont donc passées dans un pensionnat à Los Gatos. Après la guerre, la famille retourne en Angleterre, puis en Irlande, après quoi Perry Anderson revient en Angleterre pour étudier à Eton College et à l'université d'Oxford. Il raconte qu'aux États-Unis il était traité comme un étranger en raison de son accent anglais, en Angleterre c'était à cause de son accent américain, puis en Irlande pour son accent anglais et enfin en Angleterre pour un accent irlandais.

## Travail sur le post-modernisme
Proche de ce qu'il identifia comme le courant du marxisme occidental (Western Marxism), il s'opposa à l'historien marxiste E. P. Thompson dans les années 1960 ("Socialism and Pseudo-Empiricism", in New Left Review, jan.-février 1966, puis Arguments within English Marxism, 1980). Dans Considerations on Western Marxism (1976), il étudie une série d'auteurs marxistes qui, avec le déclin de la vague révolutionnaire des années 1920 en Europe, s'intéressent davantage aux problèmes esthétiques et culturels qu'à l'analyse économique : Lukács, Gramsci (peut-être une exception dans le courant en raison de son insistance sur l'analyse politique et l'analyse de l'État), Adorno, Marcuse jusqu'à Fredric Jameson, auteur dont il discute avec bienveillance les thèses dans Les Origines de la postmodernité (1998 pour l'édition anglaise), et dont il qualifie l’œuvre d'« apogée du marxisme occidental ».

### Les Origines de la postmodernité
Dans cet ouvrage, il retrace les premières émergences de la notion de postmodernité, de l'écrivain et critique espagnol Federico de Onis (1885-1966), qui lui opposait l'« ultra-modernisme », à l'historien Arnold Toynbee, qui parle de « guerre postmoderne internationale » pour qualifier le conflit de 1914-1918, au poète Charles Olson qui évoquait en 1952 ce « présent qui s'amorce » comme « post-moderne, post-humaniste, post-historique ». Il montre ensuite le revirement de la notion chez les sociologues Charles Wright Mills (1959) et Irving Howe, puis chez Harry Levin (en) (What was Modernism?, in The Massachusetts Review (en), 1960) et, dans une autre veine, Leslie Fiedler (en). Est aussi évoqué le sociologue Amitai Etzioni, qui renverse la thèse de Ch. Wright Mills. La création de la revue boundary 2 (en), sous-titrée Journal of Postmodern Litterature and Culture, constitue un tournant. Le critique Ihab Hassan y défend la notion, l'insérant dans une liste de courants culturels, avec au centre John Cage, Robert Rauschenberg et Buckminster Fuller.
Selon Anderson, la notion migre ensuite dans le champ de l'architecture avec L'Enseignement de Las Vegas (1972) de Robert Venturi, Denise Scott Brown et Robert Izenour, puis Le Langage de l'architecture postmoderne (1977) de Charles Jencks. Avec ces différents usages du terme, parfois antinomiques, la scène est dressée pour l'entrée sur la scène philosophique de la notion, avec les deux textes, contemporains mais écrits en chassé-croisé et en réponse à des événements différents, de Jean-François Lyotard (La Condition postmoderne, 1979) et Habermas (La Modernité, un projet inachevé, 1981, écrit en réponse à la Biennale de Venise de 1980, « vitrine de la version du postmodernisme défendue par Jencks »).
La suite de l'ouvrage est consacrée à une discussion serrée des thèses de Jameson, en commençant par Postmodernism, or The Cultural Logic of Late Capitalism, publié en 1984 dans la New Left Review et dont le titre faisait référence à l'ouvrage d'Ernest Mandel, Late Capitalism (traduit sous le titre Le Troisième Âge du Capitalisme). Selon Anderson, Jameson effectue un véritable coup de force philosophique et politique, en reconsidérant le postmodernisme en tant que logique culturelle adaptée à une époque spécifique, celle du « capitalisme tardif » ou post-fordisme, lui donnant ainsi une signification globale plutôt que simplement liée à certains courants culturels. En tant qu'éditeur de la New Left Review, où eurent lieu de nombreux débats au sujet de ce texte fondateur, Anderson est bien placé pour donner une lecture de la notion. Sont aussi discutés Peter Wollen (Raiding the Icebox), Alex Callinicos (Against Post-modernism), Arthur Danto, David Harvey ou Terry Eagleton (The Illusions of Post-modernism).

## Publications

### Ouvrages originaux en anglais
- Towards Socialism (édité avec Robin Blackburn), Londres, Fontana, 1965, 397 p. (ASIN B001AGYDE2)
- Passages From Antiquity to Feudalism, Londres, New Left Books, 1974, 304 p.[2]  (ISBN 978-0902308701)
- Lineages of the Absolutist State, Londres, New Left Books, 1974, 573 p.[3]  (ISBN 978-0902308169)
- Considerations on Western Marxism Londres, Verso, 1976, 129 p.[4]  (ISBN 978-0902308671)
- Arguments within English Marxism, Londres, Verso, 1980, 218 p.[5]  (ISBN 978-0860917274)
- In the Tracks of Historical Materialism, Londres, Verso, 1983, 116 p.[6]  (ISBN 978-0860917762)
- English Questions, Londres, Verso, 1992, 384 p.[7]  (ISBN 978-0860915911)
- A Zone of Engagement, Londres, Verso, 1992, 402 p.[8]  (ISBN 978-0860915959)
- Mapping the West European Left (édité avec Patrick Camiller), Londres, Verso, 1994, 284 p.[9]  (ISBN 978-0860919278)
- The Question of Europe (édité avec Peter Gowan), Londres, Verso, 1997, 416 p.[10]  (ISBN 978-1859841426)
- The Origins of Postmodernity, Londres, Verso, 1998, 150 p.[11]  (ISBN 978-1859842225)
- Spectrum: From Right to Left in the World of Ideas, Londres, Verso, 2005, 398 p.[12]  (ISBN 978-1844671359)
- The New Old World, Londres, Verso, 2009, 561 p.[13]  (ISBN 978-1844673124)
- The Indian Ideology, New Delhi, Three Essays Collective, 2012, 184 p.[14],[15]  (ISBN 978-8188789900)
- American Foreign Policy and Its Thinkers, Londres, Verso, 2014, 284 p.[16],[17]  (ISBN 978-1781686676)
- The H-Word: The Peripeteia of Hegemony, Londres, Verso, 2017, 208 p.[18]  (ISBN 978-1786633682)
- The Antinomies of Antonio Gramsci, Londres, Verso, 2017, 192 p.[19]  (ISBN 978-1786633729)

Autres contributions :
- Préface à Marxism, Wars & Revolutions: Essays from Four Decades d'Isaac Deutscher, Londres, Verso, 1984, 316 p.[20]  (ISBN 978-0860918035)
- Contribution à Japan in the World (sous la direction de Masao Miyoshi et Harry Harootunian), édition spéciale du journal boundary 2, Volume 18, Numéro 3, Durham, Duke University Press, 1991, 278 p.[21]  (ISSN 0190-3659) avec l'essai intitulé A Prussia of the East?[22]
- Introduction à London Review of Books: An Anthology No. 3, Londres, Verso, 1996, 320 p.[23]  (ISBN 978-1859841211)
- Traduction de The Two Lolitas de Michael Maar (titre originel : Lolita und der deutsche Leutnant), Londres, Verso, 2005, 112 p.[24]  (ISBN 978-1844670383)
- Préface[25] à The Cultural Turn: Selected Writings on the Postmodern 1983-1998 de Fredric Jameson, Londres, Verso, 1998, 224 p.[26]  (ISBN 978-1859848760)
- Introduction[27] à Freudian Slip: Psychoanalysis and Textual Criticism de Sebastiano Timpanaro, Londres, Verso, 2010, 288 p.[28]  (ISBN 978-1844676743)
- The Mosaic of Islam: A Conversation With Perry Anderson de Suleiman Mourad, Londres, Verso, 2016, 176 p.[29]  (ISBN 978-1786632128)

### Ouvrages traduits en français
- Le Portugal et la fin de l'ultra-colonialisme, (trad. Fanchita Gonzalez), Paris, Maspero, 1963, 168 p. (titre original : Portugal and the end of ultra-colonialism, Londres, New Left Review, Nos. 15-17, 1962)
- Passages de l'Antiquité au féodalisme, (trad. Yves Bouveret), Paris, Maspero, 1977, 412 p. (titre original : Passages from Antiquity to Feudalism, Londres, Verso, 1974)
- Sur le marxisme occidental, (trad. Dominique Letellier et Serge Niemetz), Paris, Maspero, 1977, 167 p. (titre original : Considerations on Western Marxism, Londres, New Left Book, 1976)
- L'État absolutiste. 1 - L'Europe de l'Ouest, François Maspero, coll. "Textes à l'appui", 1978
- L'État absolutiste. 2 - L'Europe de l'Est, François Maspero, coll. "Textes à l'appui", 1978
- Sur Gramsci, (trad. Dominique Lettelier et Serge Niemetz), Paris, Maspero, 1978, 412 p. (titre original : The Antinomies of Antonio Gramsci, Londres, 1977)
- La pensée tiède : Un regard critique sur la culture française, Seuil, 2005, 136 p. (ISBN 978-2-02-080304-5) (compilation de deux articles, « Dégringolade » et « Union sucrée » parus dans la London Review of Books, 2004)
- Les origines de la postmodernité [« The Origins of Postmodernity »]  (trad. de l'anglais), Paris, Les Prairies ordinaires, 2010, 185 p. (ISBN 978-2-35096-018-0)
- Le Nouveau Vieux monde : Sur le destin d’un auxiliaire de l’ordre américain [« The New Old World »]  (trad. de l'anglais), Marseille, Agone, 2011, 744 p. (ISBN 978-2-7489-0143-6)
- avec Wang Chaohua, Deux révolutions : La Chine au miroir de la Russie  (trad. de l'anglais), Marseille, Agone, 2014, 190 p. (ISBN 978-2-7489-0207-5)
- Comment les États-Unis ont fait le monde à leur image : La Politique étrangère américaine et ses penseurs [« American Foreign Policy and Its Thinkers »]  (trad. de l'anglais), Marseille, Agone, 2015, 320 p. (ISBN 978-2-7489-0232-7)

### Articles
- « Vous qui bâtissez Sion dans le sang, Et Jérusalem dans l’injustice », revue Période, initialement paru dans la New Left Review (n° 96, Novembre-Décembre 2015) sous le titre « The House of Zion ».

### Sur Perry Anderson
- Gregory Elliott, Perry Anderson: The Merciless Laboratory of History, University of Minnesota Press, 1998, 368 p.
- Paul Blackledge, Perry Anderson, Marxism, and the New Left, Merlin Press, 2004, 210 p.